# Assétou Founé Samaké Migan
Assétou Founé Samaké Migan, née en 1960 à San, est une femme politique et physiologiste malienne. Elle est notamment ministre de l’Enseignement supérieur et de la Recherche scientifique de 2016 à 2019.

## Biographie
Assétou Founé Samaké Migan obtient un doctorat en sciences biologiques à l'université nationale de Kharkiv et un diplôme de spécialisation en biotechnologie appliquée à l’agriculture à l'université Cheikh-Anta-Diop de Dakar.
Elle enseigne à l'École normale supérieure de Bamako de 1993 à 2000 et à l'université des sciences, des techniques et des technologies de Bamako de 1997 à 2013.  
Elle devient ensuite conseillère technique au ministère de la Réconciliation nationale et du développement des régions du Nord de novembre 2013 à juin 2014, puis au ministère de l’Enseignement supérieur et de la Recherche scientifique de 2014 à 2016.
Le 15 janvier 2016, elle devient ministre de la Recherche scientifique au sein du gouvernement Modibo Keïta. Son portefeuille est modifié le 7 juillet 2016, devenant ainsi ministre de l'Enseignement supérieur et de la Recherche scientifique.